# Renārs Birkentāls
Renārs Birkentāls (* 23. Mai 2001) ist ein lettischer Biathlet. Er startet seit Ende 2020 im Weltcup.

## Sportliche Laufbahn
Renārs Birkentāls trat von 2018 bis Anfang 2020 ausschließlich bei Wettkämpfen im Juniorenbereich in Erscheinung, wobei sowohl im IBU-Junior-Cup als auch bei Jugendweltmeisterschaften keine bemerkenswerten Ergebnisse heraussprangen. Im Januar 2020 gab er in Osrblie sein Debüt im IBU-Cup der Senioren, wenig später erzielte er bei der Jugend-WM mit dem achten Platz im Einzel seine erste Top-10-Platzierung. Zu Beginn des Winters 2020/21 startete der Lette erstmals im Weltcup, wurde nach einem 87. Rang im Sprint aber wieder in den IBU-Cup versetzt, wo er auch im Rest der Saison lief. Die Saison 2021/22 bestritt Birkentāls nahezu durchgehend auf der zweithöchsten Rennebene und konnte erste Erfolge erzielen. Insgesamt lief er viermal in die Punkteränge der besten 40 Athleten, darunter auch im Einzelwettkampf der Europameisterschaften. Bei der Junioren-WM ging es im Sprint unter die besten Zehn, woraufhin Birkentāls zum Saisonende im Weltcup startete und in Otepää mit Rang 42 im Sprint erste Ranglistenpunkte nur knapp verpasste. Im Folgewinter pendelte der Lette zwischen den Rennebenen. So erzielte er im Sprint von Obertilliach mit dem 20. Rang im Sprint sein bestes IBU-Cup-Resultat, erreichte beim Weltcupfinale in Oslo sein erstes Verfolgungsrennen auf der höchsten Ebene und wurde bei seinen letzten Juniorenweltmeisterschaften erneut einmal Zehnter. Seine erste Top-10-Platzierung im Seniorenbereich erzielte Birkentāls im Massenstart der Sommerbiathlon-Weltmeisterschaften 2023, nachdem er schon im Sprint mit Platz 13 überzeugt hatte.
In der Weltcupsaison 2023/24 steigerte sich Birkentāls in seinen Leistungen und war nach Andrejs Rastorgujevs klar der zweitbeste Biathlet seiner Nation. Seine ersten Weltcuppunkte gewann er als 38. des Sprints von Hochfilzen und klassierte sich noch drei weitere Male unter den besten 40, wobei als bestes Ergebnis ein 27. Rang im Sprint von Oberhof zu Buche stand. Einen starken Wettkampf absolvierte der Lette im Verfolgungsbewerb der Europameisterschaften. Dort startete er nach dem vorausgegangenen Sprint auf Position 36 und arbeitete sich bei schwierigen Bedingungen am Schießstand bis auf den zehnten Schlussrang vor. Mit der Herrenstaffel lief Birkentāls in Soldier Hollow, Utah – mit Rastorgujevs, Edgars Mise und Aleksandrs Patrijuks – ebenfalls auf Platz 10 und stellte somit das beste Ergebnis seit Dezember 2018 auf. Im Folgewinter gewann er hingegen keine Weltcuppunkte, bei den Weltmeisterschaften kam im Sprint immerhin Rang 34 zustande. Außerdem gelang es dem Letten in zwei Single-Mixed-Staffeln, zunächst in Oberhof an der Seite von Estere Volfa, zudem bei der WM mit Baiba Bendika, einen Top-10-Rang zu erzielen.

## Persönliches
Birkentāls stammt aus Talsi.

## Statistiken

### Weltcupplatzierungen
Die Tabelle zeigt alle Platzierungen (je nach Austragungsjahr einschließlich Olympische Spiele und Weltmeisterschaften).
- 1.–3. Platz: Anzahl der Podiumsplatzierungen
- Top 10: Anzahl der Platzierungen unter den ersten zehn (einschließlich Podium)
- Punkteränge: Anzahl der Platzierungen innerhalb der Punkteränge (einschließlich Podium und Top 10)
- Starts: Anzahl gelaufener Rennen in der jeweiligen Disziplin
- Staffel: inklusive Mixed- und Single-Mixed-Staffeln

| Platzierung               | Einzel | Sprint | Verfolgung | Massenstart | Staffel | Gesamt |
| ------------------------- | ------ | ------ | ---------- | ----------- | ------- | ------ |
| 1. Platz                  |        |        |            |             |         |        |
| 2. Platz                  |        |        |            |             |         |        |
| 3. Platz                  |        |        |            |             |         |        |
| Top 10                    |        |        |            |             | 2       | 2      |
| Punkteränge               | 1      | 3      |            |             | 19      | 23     |
| Starts                    | 7      | 19     | 7          |             | 20      | 53     |
| Stand: Saisonende 2024/25 |        |        |            |             |         |        |

### Weltcupwertungen
Ergebnisse bei Weltcups (Disziplinen- und Gesamtweltcup) gemäß Punktesystem.
| Saison  | Einzel | Einzel | Sprint | Sprint | Verfolgung | Verfolgung | Massenstart | Massenstart | Gesamt | Gesamt |
| Saison  | Platz  | Punkte | Platz  | Punkte | Platz      | Punkte     | Platz       | Punkte      | Platz  | Punkte |
| ------- | ------ | ------ | ------ | ------ | ---------- | ---------- | ----------- | ----------- | ------ | ------ |
| 2023/24 | 51.    | 12     | 55.    | 21     | –          | –          | –           | –           | 59.    | 33     |

### Biathlon-Weltmeisterschaften
Ergebnisse bei den Weltmeisterschaften:
| Weltmeisterschaften | Weltmeisterschaften | Einzelwettbewerbe | Einzelwettbewerbe | Einzelwettbewerbe | Einzelwettbewerbe | Staffelwettbewerbe | Staffelwettbewerbe | Staffelwettbewerbe |
| Jahr                | Ort                 | Einzel            | Sprint            | Verfolgung        | Massenstart       | Herrenstaffel      | Mixedstaffel       | S.-M.-Staffel      |
| ------------------- | ------------------- | ----------------- | ----------------- | ----------------- | ----------------- | ------------------ | ------------------ | ------------------ |
| 2024                | Nové Město          | 68.               | 70.               | –                 | –                 | 16.                | 19.                | –                  |
| 2025                | Lenzerheide         | 48.               | 34.               | 52.               | –                 | 19.                | 22.                | 9.                 |

### Jugend-/Juniorenweltmeisterschaften
Birkentāls nahm bis 2020 an den Jugend-, ab 2021 an den Juniorenwettkämpfen teil.
| Weltmeisterschaften | Weltmeisterschaften | Einzelwettbewerbe | Einzelwettbewerbe | Einzelwettbewerbe | Staffelwettbewerbe | Staffelwettbewerbe |
| Jahr                | Ort                 | Einzel            | Sprint            | Verfolgung        | Herrenstaffel      | Mixedstaffel       |
| ------------------- | ------------------- | ----------------- | ----------------- | ----------------- | ------------------ | ------------------ |
| 2018                | Otepää              | 82.               | 77.               | –                 | 15.                | nicht ausgetragen  |
| 2019                | Osrblie             | 63.               | 70.               | –                 | 17.                | nicht ausgetragen  |
| 2020                | Lenzerheide         | 8.                | 28.               | 19.               | 17.                | nicht ausgetragen  |
| 2021                | Obertilliach        | 19.               | 40.               | 60.               | –                  | nicht ausgetragen  |
| 2022                | Soldier Hollow      | 13.               | 10.               | 19.               | –                  | nicht ausgetragen  |
| 2023                | Schtschutschinsk    | 10.               | 49.               | 32.               | –                  | –                  |